# Nimrud
Koordinaten: 36° 6′ 0″ N, 43° 20′ 0″ O

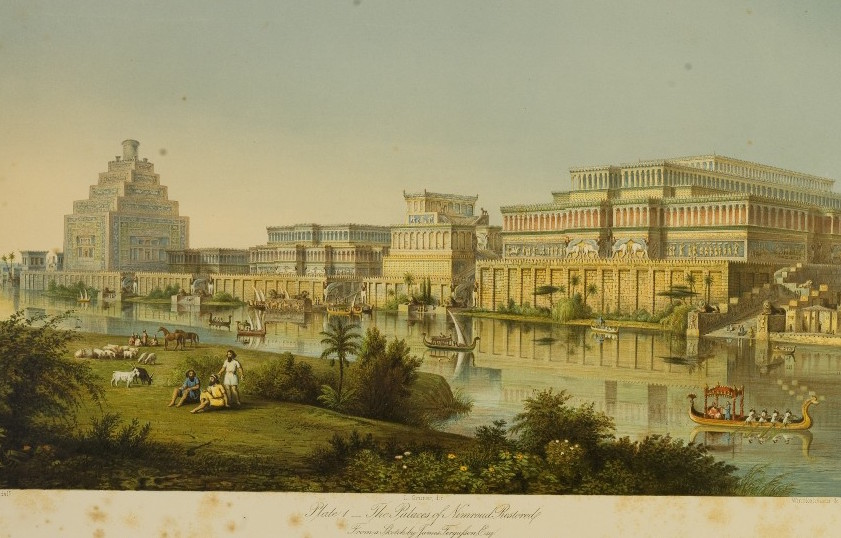
Rekonstruktionszeichnung des antiken Nimrud nach Austen Henry Layard, 1853

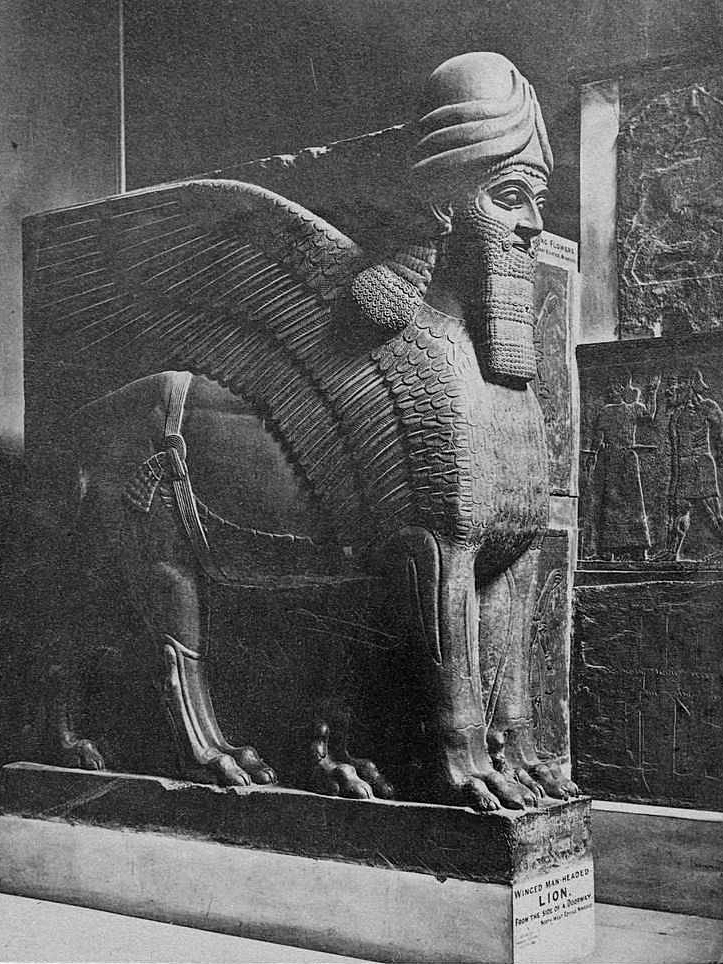
Lamassu von Nimrud im British Museum (um 1900)

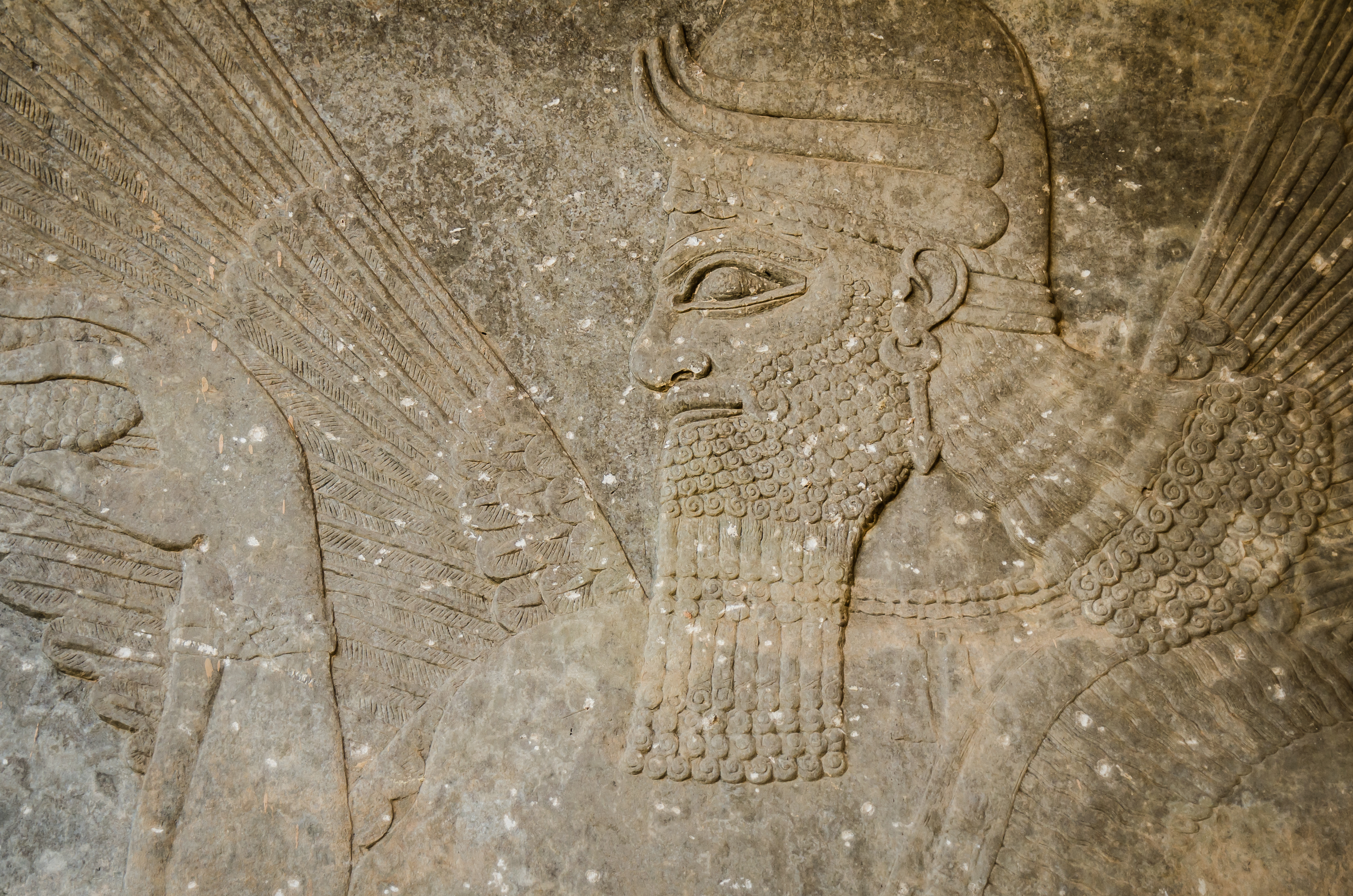
Relief in den Trümmern von Nimrud (Januar 2019)

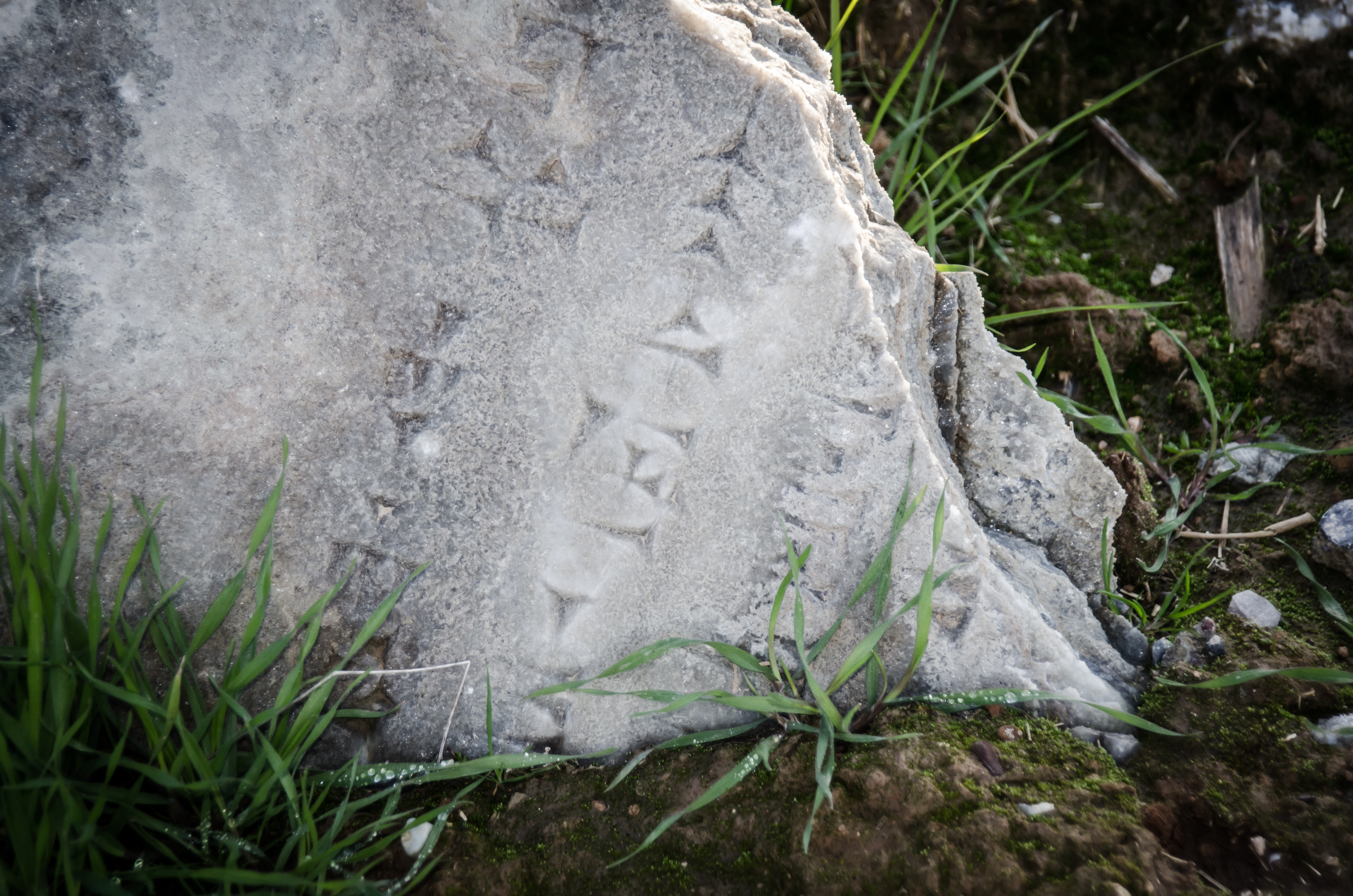
Trümmerteil mit Keilschrift. (Januar 2019)

Nimrud ist der moderne Name der altorientalischen Stadt Kalchu (assyrisch Kalḫu, hebr. כֶּלַח Kelach, in Pausalform כָּלַח Kalach, auch Kalah, Calah). Deren Ruinen liegen 30 km südsüdöstlich von Mossul (heutiger Irak) am mittleren Tigris im Gouvernement Ninawa. Im 13. Jahrhundert v. Chr. gegründet, wurde Nimrud im 9. Jahrhundert unter König Assurnasirpal II. Hauptstadt des Assyrischen Reiches. 612 v. Chr. wurde es von Medern und Chaldäern zerstört.

## Name
Der Name Nimrud wird von dem biblischen König Nimrod abgeleitet. Wann die Ruine diesen Namen erhielt, ist nicht bekannt. Die erste schriftliche Erwähnung Nimruds geht auf Carsten Niebuhr zurück, der die Stadt 1766 besuchte. Während der assyrischen Zeit nannte man sie Kalach/Kelach/Kalhu (vgl. Gen 10,11–12 ). Bei Xenophon erscheint der Name Larisa.

## Archäologische Stätte

### Ausgrabungsgeschichte
Bereits 1846 machte Sir Austen Henry Layard erste Ausgrabungen vor allem auf der Akropolis. Es kamen Reste großer Palast- und Festungsbauten zum Vorschein. Man fand ebenso zahlreiche Alabasterreliefs und Elfenbeinschnitzereien sowie Obelisken und monumentale Figuren. 1955 wurden bei Grabungen von Max Mallowan im Nabû-Tempel von Nimrud Keilschrifttafeln mit Eiden für Vasallen und assyrische Machtträger aus dem Jahr 672 v. Chr. gefunden (siehe: Nimrud-Ostrakon), die für die assyrische Vertragsrhetorik aufschlussreich sind und damit auch für die israelitische Bundestheologie, die sie nachahmt.

### Zerstörungen durch den Islamischen Staat
Anfang März 2015 wurde bekannt, dass Terroristen des Islamischen Staats begonnen hätten, die archäologischen Stätten Nimruds mit Baggern zu zerstören. In der Ideologie der Terrororganisation gelten die Statuen und Abbildungen als Abgötterei, die nicht mit dem Islam vereinbar sei. Archäologen und Altertumswissenschaftler reagierten weltweit mit Empörung und Entsetzen. Die Generaldirektorin der UNESCO, Irina Bokowa, bezeichnete die Zerstörungen als „Angriff auf das irakische Volk“ und als eine „systematische Zerstörung des Kulturerbes der Menschheit aus dem Altertum“, was „ein Kriegsverbrechen“ darstelle.
Am 12. April 2015 wurde im Internet ein Video verbreitet, das die Sprengung und wohl vollständige Zerstörung der antiken Stadt zeigt.
Im Zuge der Schlacht um Mossul eroberte die irakische Armee im Herbst 2016 Nimrud zurück. Am 13. November wurde die Befreiung Nimruds offiziell bestätigt. Auf Satellitenbildern glaubten Aktivisten zu erkennen, dass Anhänger des Islamischen Staates in den letzten Wochen ihrer Herrschaft zwischen dem 31. August und dem 2. Oktober die Zikkurat von Nimrud offenbar mit schweren Baumaschinen einebneten. Die Antikenstadt gilt als fast völlig zerstört.

## Architektur
In Nimrud wurde Architektur in der Unterstadt auf der westlichen Akropolis von Nimrud und auf dem Tulul el ‘azar, besser als Fort Salmanassar bekannt, im Osten gefunden.

### Die westliche Akropolis von Nimrud
Auf der östlichen Akropolis befanden sich Große Paläste, Kleine Paläste, Tempel und private Häuser. Der Große Paläste waren der Nordwest-Palast, der der Palast von Adad-Nerari III., der zentrale Palast und der Südwestpalast. Kleinere Paläste waren der Burnt Palace, der Governor‘s Palace, das 1950 Building und der Akropolis Palace. Die Tempel waren der Nabu-Tempel und der Ninurta-Tempel, an dem eine Ziggurat angeschlossen war.

#### Nordwest-Palast des Assurnasirpal II.

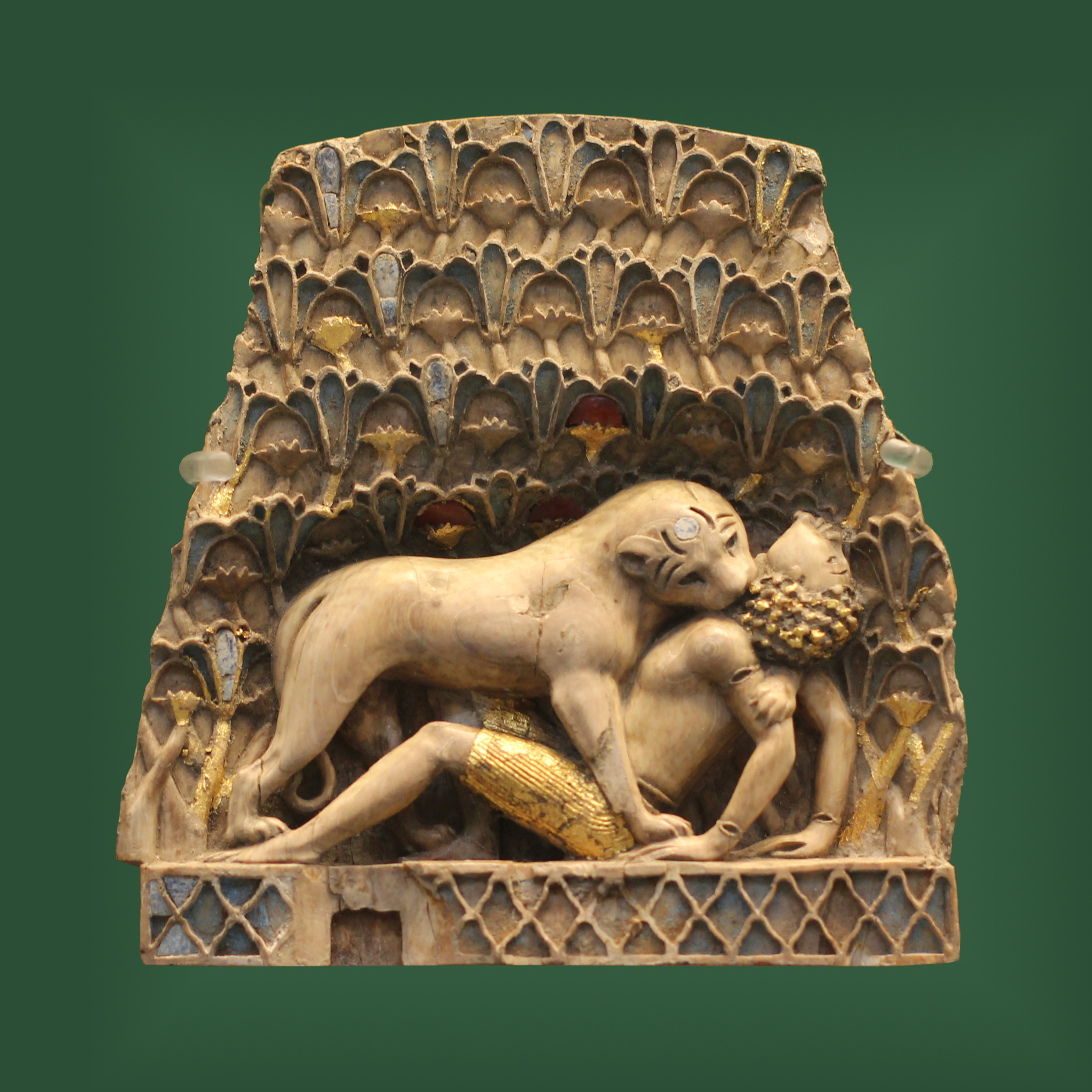
Elfenbeinschnitzerei Britisches Museum ME 127412, aus dem Nordwest-Palast

Der Nordwest-Palast befindet sich auf der Zitadelle im Südwesten der Stadt. Er wurde von Assurnasirpal II. südlich des Ninurta-Tempels errichtet. Ausgegraben wurde er von Sir Austen Henry Layard, Sir M.E.L. Mallowan, Janusz Meuszyński sowie dem irakischen Antikendienst.
Das Gebäude wurde nie vollständig erforscht, da der westliche Teil im Laufe der Zeit erodiert ist. Die Mindestausmaße, die sich aus dem ausgegrabenen Bereich ergeben, sind ca. 200 m (N-S) × 120 m. Die Lage des Haupteingangs ist ungeklärt, er könnte entweder im Norden oder im Osten der Anlage gelegen haben, von wo er zum großen Innenhof im Norden des Gebäudekomplexes führte. Möglicherweise war noch ein weiterer Hof vorgelagert (vgl. Kertai 2015, fig. 3 – 4). Im Norden schlossen sich an den großen Hof einige Wirtschafts- und Verwaltungsräume an. Im Süden wurde er von der Thronsaalfassade begrenzt. Diese war von drei Eingängen durchbrochen, die jeweils von den großen, teils in flachem Relief, teils plastisch ausgearbeiteten Orthostaten flankiert waren, die apotropäische Türwächterfiguren, sogenannte Lamassu, darstellten. Ein Paar dieser Figuren wird heute zusammen mit einigen der Reliefs aus Kalḫu im British Museum in London ausgestellt, weitere Exemplare befinden sich im Vorderasiatischen Museum Berlin und im Metropolitan Museum of Art in New York. Der Thronsaal hatte eine Größe von 45,5 × 10,5 m und war mit reliefierten Orthostaten geschmückt, die Kriegs-, Jagd- und Kultszenen zeigten. An der Ostwand befand sich das Thronpodest. Südlich fügte sich an den Thronsaal ein Innenhof an, der von Raumgruppen umgeben war, von denen die größte als königliches Gemach zu deuten ist. Auch diese Räumlichkeiten waren mit Steinreliefs geschmückt. Weiter südlich erstreckte sich der eigentliche Wohntrakt des Palastes. In diesem Bereich kamen Gräber neuassyrischer Königinnen aus dem 9. und 8. Jahrhundert v. Chr. zu Tage.
Über die Errichtung des Palastes geben einige Inschriften Aufschluss: Die älteste datiert um das Jahr 879 v. Chr., sie enthält die Beschreibung von Türbefestigungen und Einrichtungsgegenständen. Eine weitere Inschrift, die um 866 v. Chr. datiert, listet verschiedene Holzarten auf, die in unterschiedlichen Räumen verarbeitet wurden, und beschreibt die an den Haupteingängen aufgestellten Türwächterfiguren als „Tiere der Berge und Meere“ (u2-ma-am KUR.MEŠ u A.AB.BA.MEŠ). Eine Stele, die an der Thronsaalfassade gefunden wurde, gibt Auskunft über die Einweihungszeremonien und erwähnt verschiedene Baudetails (Glasurziegel und Wandmalereien).
Unter Salmanassar III. wurden Reparaturen und kleinere Umbauten am Palast vorgenommen, auch spätere Herrscher sorgten für die Instandhaltung. Sargon II. Ist als letzter Bauherr inschriftlich belegt. In seiner Regierungszeit wurde die assyrische Hauptstadt von Kalḫu nach Dūr-Šarrukīn verlegt, der Nordwest-Palast in Kalḫu wurde dann teilweise als Residenz der königlichen Familie, teilweise als Lagerhaus für Kriegsbeute und Tributzahlungen genutzt.
In den Räumen nördlich des großen Vorderhofs wurden etwa 400 Tontafeln aus den Regierungsjahren der Könige Tiglat-Pileser III., Salmanassar V. und Sargon II. gefunden. Dieses Palastarchiv bestand aus administrativen Dokumenten und königlicher Korrespondenz. Des Weiteren gab es dort einige Rechtsurkunden aus dem späten 7. Jahrhundert v. Chr., die durch das Feuer im Zuge der Zerstörung der Stadt gebrannt wurden.
Die Residenz Assurnasirpals II. stellte eine Neuerung in der assyrischen Palastarchitektur dar, die zum Archetypus des neuassyrischen Palastes werden sollte. Es handelt sich dabei um eine Zweiteilung in einen öffentlichen und privaten Bereich, die durch die Thronsaalanlage voneinander getrennt waren. Als weitere bedeutende Innovation gelten die steinernen Reliefplatten, die an den Innenwänden der wichtigsten Räume angebracht waren. Ihre Ikonographie und Thematik wurde für die späteren Herrscher zum Vorbild. Durch verschiedene legale und illegale Grabungen sowie Fundteilungen wurden die Reliefs auf verschiedene Sammlungen in der Welt verteilt. Die Rekonstruktion ihrer ursprünglichen Lage war deshalb ein schwieriges Unterfangen, das aber heute als abgeschlossen gilt.

#### Palast von Adad-Nerari III.
Südlich des Nordwest Palastes fand sich ein weiterer Palast den Adade-Nirari III. erbauen ließ.

#### Zentrale Palast
Der Zentrale Palast liegt in der Mitte der Akropolis und Tiglath-Pileser III. ließ ihn errichten. Dieser Palast hat sich jedoch sehr schlecht erhalten.

#### Südwestpalast
Den Südwestpalast ließ Esarhaddon errichten und lag im Südwesten südlich des Palastes von Adad-Nirari III.

#### Burnt-Palace
Der „Burnt Palace“, so genannt, da er durch ein Feuer zerstört wurde, liegt westlich des Nabû-Tempels und südlich vom „Governor’s Palace“. Zwischen den beiden Palästen verlief vermutlich die Hauptstraße, welche zum Tor E der Akropolis führte. Da das nördliche Ende des Gebäudes nicht ausgegraben wurde, lässt sich die Gesamtgröße der architektonischen Reste nur auf der bereits ergrabenen Fläche bestimmen: Demnach hatte der Palast mindestens eine Nord-Süd-Ausdehnung von 70 m und misst von Ost nach west 30 m. Der Palast weist neun aufeinanderfolgende Phasen auf, die Periode A bis I.
Die Perioden A, B und C sind die frühste, mittelassyrische Bebauung, die kaum erhalten war. Periode A besteht lediglich aus einer Pflasterung, Periode B und C stellen einige Mauern dar. Sie sind die Überreste eines Vorgängerbaus des Burnt Palace und wurden vermutlich durch ein Erdbeben im 9. jhd. v. Chr. zerstört.
Die Perioden D, E und F sind die Neuassyrische Phase des Burnt palace, die am besten erhalten waren. Die ursprünglich im 9. Jh. v. Chr. unter Assurnassirpal II. errichtete Struktur ist Periode D. Es erfolgte im Laufe der Zeit zweimal ein Wiederaufbau, vermutlich unter Adad-nērārī III. in Periode E und Sargon II. in Periode F. Wirtschaftliche Texte aus der Zeit Asarhaddons oder Assurbanipals bezeugen eine Nutzungskontinuität bis in das 7. Jh. v. Chr. Am Ende der Periode F brannte der Palast wie auch der benachbarte Nabû -Tempel nieder, ein Ereignis, das möglicherweise mit der Zerstörung Nimruds in den Jahren 614 bis 612 v. Chr. und damit dem Ende des neuassyrischen Reichs in Zusammenhang steht.
Das Gebäude der Perioden D bis F gruppiert sich um zwei Höfe. Ein kleinerer nördlicher Hof ist über drei Räume mit einem größeren südlichen Hof miteinander verbunden. An dessen Südseite schloss sich ein bemalter Wohnraum an. Innerhalb und um den Raum herum kamen zahlreiche wertvolle Objekte aus Elfenbein und Glasgefäße zu Tage. Die ebenfalls dort gefundenen Siegel und Teile einer königlichen Korrespondenz Sargons lassen die Vermutung zu, dass dort administrative Aufgaben wahrgenommen wurden und der Palast sogar zeitweise als ein königlicher Sitz diente. Der Größte Raum des Gebäudes ist der südlich an den Hof grenzende Thronsaal.
Periode G folgt unmittelbar auf die Zerstörung des Palastes und stellt eine Wiedernutzung der Ruine dar. Periode H beschreibt eine etwas spätere Nutzung der Ruine, die vermutlich in Neubabylonische oder achämenidische Zeit datiert. Periode I ist eine spätere Nutzung nach einer längeren Zeit, in der der Burnt Palace verlassen blieb und ist vermutlich in hellenistische Zeiten zu datieren.

#### Nabû-Tempel
Der Nabû-Tempel, oder der Ezide, befindet sich im Südosten der Akropolis von Nimrud. Es handelt sich dabei um einen großen, trapezförmigen Komplex von etwa 70 m Seitenlänge, der sowohl Kulträume als auch einen Thronsaal und Räume mit vielen anderen Funktionen enthält. Er steht stratigraphisch im Zusammenhang mit dem Burnt-Palace im Süden und daher sind die Perioden synchron mit dem Burnt-Palace als Periode E bis I benannt. Die Perioden A bis D gibt es hier nicht, sondern nur im Burnt-Palace.
Periode E ist die erste Erbauung des Tempels in neuassyrischer Zeit. Die darauffolgende Phase F besteht aus Umbauten und Renovierungen, die das Gebäude jedoch nicht bedeutend verändern. In einer Inschriften bezeichnet sich Assurnasirpal II. (883–859 v. Chr.) als Gründer, aber das freigelegte Bauwerk wurde von Adad-nīrārī III. (810–783 v. Chr.) errichtet. Auf einer hohen Terrasse stehend, war es über eine Rampe im Norden zu erreichen. Die führte zu einem Vorhof, von dem der Haupthof betreten werden konnte. Auf der Westseite des Haupthofes befand sich das Hauptheiligtum, das aus zwei parallel geschalteten assyrischen Langraumtempeln NS 4 und NS 5 für Nabû und Tašmētu bestand. Jeweils ein Vorraum führte in die große und langgezogene Cella, von der aus das erhöhte Adyton zu erreichen war, wobei der Tempel für Tašmētu etwas schmaler war als der für Nabû. Um den Haupthof herum waren eine Bibliothek, Verwaltungs- und Wirtschaftsräume.
Vom Vorhof aus war noch ein kleiner Nebenhof mit einem anliegenden Thronsaal zu erreichen. Hier war der Herrscher untergebracht, wenn er für Kulthandlungen im Tempel anwesend war. Am selben Nebenhof befanden sich zwei nebeneinander liegende Kulträume. Dieser kleine Komplex wird mit Feierlichkeiten im Rahmen des Neujahrfestes (Akītu-Fest) in Verbindung gebracht.
Zu den Funden in dem Komplex zählen zahlreiche Tontafeln religiösen, historischen, literarischen und wirtschaftlichen Inhalts, Elfenbein- und Bronzefragmente sowie einige große Statuen, die als Ausstellung in den Durchgängen der Höfe interpretiert wurden. Auf zwei Statuen, die den Eingang zum Nabû-Kultraum flankierten, befanden sich Weihinschriften des Gouverneurs von Kalḫu, Bēl-tarṣi-iluma, für das Leben des Königs Adad-nērāri III. und seiner Mutter Šammuramât.
Nachdem der Nabu-Tempel niederbrennt, werden die Ruinen für häusliche Funktionen wiedergenutzt. Diese Periode G datiert nach der Zerstörung Nimruds 612 v. Chr. und es folgt Periode H, die eine zweite häusliche Nutzung der Ruinen darstellt. Die Periode I ist erst nach einem längeren Hiatus belegt und über die Keramik in Hellenistische Zeiten datiert.

#### Ninurta-Tempel und Ziqqurrat
Der Ninurta-Tempel und die vermutlich zugehörige Ziqqurrat befinden sich auf der Zitadelle nördlich des Nordwestpalastes. Der Tempel bestand aus einer breiträumigen Vorcella, mit den Maßen 6 × 13,60 m und einer langräumigen Cella von 7 × 20 m Größe, sowie aus mehreren Wirtschaftsräumen. Mallowan nimmt außerdem an, dass ein Nebenheiligtum in dem an die Vorcella nördlich angrenzenden Raum existierte. In diesem wurde von Layard eine Stele Assurnasirpals II. und ein runder Opfertisch mit drei Löwenfüßen gefunden.
Die Tür der Vorcella säumten zwei menschenköpfige, geflügelte Torlöwen, die circa 4,5 m lang und 5 m hoch waren. Die Vorcella selbst war mit Wandbemalungen und der Innenraum der Cella mit glasierten Ziegeln geschmückt.
Der Fund einer Steinplatte in der Cella, die neben der Widmung an den Gott Ninurta auch mit einem Rechenschaftsbericht der Herrschaftszeit Assurnasirpals beschriftet war, belegt, dass der Tempel diesem Gott, dem Stadtgott Kalḫus, geweiht war. Im Korridor hinter der Hauptcella wurde ein Behältnis mit zahlreichen Perlen und über zwanzig Rollsiegeln gefunden.
Angeschlossen an den Tempel erhob sich die Ziqqurrat mit einer quadratischen Grundfläche von 60 m Seitenlänge. Die ursprüngliche Höhe des Tempelturms wurde von Layard auf 60 m geschätzt. Archäologisch ist er allerdings nur schlecht erschlossen worden, weshalb über seine genaue Verbindung mit dem Tempelgebäude nur wenig bekannt ist. Der Aufgang auf die Ziqqurrat konnte bis heute ebenfalls nicht sicher rekonstruiert werden. Sie stand auf einer Terrasse aus Lehmziegeln, das Fundament bestand aus Steinquadern.
Es wird angenommen, dass der gesamte Tempelkomplex zusammen mit anderen Gebäuden auf der Akropolis gegen Ende der neuassyrischen Zeit (entweder 614 oder 612 v. Chr.) zerstört wurde.

#### Governor’s palace
Der Governor’s Palace war ein typisch assyrischer Palast um einen großen Hof orientiert. Der Name stammt von einigen Briefen die hier gefunden wurde, in denen der Gouverneur erwähnt wird. Es ist jedoch nicht gesichert, dass es sich tatsächlich um den Sitz des Gouverneurs handelt.

#### Der Akropolis Palace
Südlich des Nabu Tempels auf dem höchsten Punkt der Akropolis liegt der Akropolis Palace. Er wurde aber nur teilweise ausgegraben.

#### 1950 Building
Das 1950 Building liegt nördlich des Governor’s Palace und ist ebenfalls eine assyrische Palastanlage. Viel ist über dieses Gebäude aber nicht bekannt.

#### Private Häuser
Im Nordwesten der Akropolis an den Überresten einer Stadtmauer, die die Oberstadt von der Unterstadt trennt, fanden sich eine Reihe privater Häuser reicher Händler.

### Fort Salmanassar (Militärpalast)
Salmanassar III. (858–824 v. Chr.) errichtete in der Südostecke der Stadt einen neuen Königspalast, der sich südlich des Erbil-Tores auf einer ca. 13 m hohen Terrasse über das umliegende Gelände erhob. Diese als Fort Salmanassar bekannte, stark befestigte Anlage erstreckte sich auf einer Fläche von 250 × 350 m und gehörte zu den größten altorientalischen Bauwerken. Im Westen und Norden war er von einer offenen 200 × 450 m großen Fläche umgeben, die keinerlei Spuren von Bebauung oder archäologischen Funden aufweist. Die Fläche scheint ein großer Exerzier- oder Paradeplatz gewesen zu sein. Im Norden und Westen ist die Fläche von großen Erhöhungen begrenzt, unter denen noch weitere Gebäude zu vermuten sind.
Der Palastkomplex war in mehrere Bereiche gegliedert, im Norden befand sich der Eingangsbereich und im Süden der repräsentative Flügel mit dem Thronsaal und anderen königlichen Räumen (Schatzkammer, Wohnbereich mit Empfangsräumen).
Den Eingangsbereich bildeten drei Vorhöfe, die mit Magazinen und Wohnapartments umgeben waren. Ihre beachtlichen Maße deuten darauf hin, dass sie für einen intensiven Verkehr ausgelegt waren. Der ca. 100 × 80 m große Haupthof war ebenfalls für umfangreiche Versammlungen geeignet. Eine beschriftete Thronbasis auf seiner Westseite ist ein Hinweis darauf, dass hier Musterungen von Truppen in Gegenwart des Königs stattgefunden haben. In den Räumen an der Westecke des Hofes wurden Dokumente aus dem Archiv des Oberaufsehers des Palastes (rab ekalli) entdeckt.
Auf der Südseite des Haupthofes befand sich der Thronsaal mit den dazugehörigen Räumen. An dessen östlicher Schmalwand lag die Thronbasis aus zwei großen Steinblöcken, die an den Seiten mit Tributszenen und auf der Frontseite mit Darstellungen des Treffens Salmanassars mit dem babylonischen König versehen war. Auf der Terrasse hinter dem Thronsaal lag eine zweite große zeremonielle Raumgruppe. Westlich des Thronsaals wurden Appartements der Königin freigelegt, die anhand eines Verwaltungsarchivs als ebendiese identifiziert werden konnten.
Anders als der Nordwestpalast des Assurnasirpals wurde die Anlage nicht mit reliefierten Steinorthostaten, sondern mit figürlichen und ornamentalen Wandbemalungen geschmückt. Außerdem wurden Reste von Glasurschmuck der Wände gefunden.
Fort Salmanassar wurde später von Adad-nīrārī III. (811–783 v. Chr.), Tiglatpilesar III. (744–727 v. Chr.) und Sargon II. (721–705 v. Chr.) erneuert. Den größten Umbau führte Asarhaddon (680–669 v. Chr.) durch, der den Palast als Militärpalast (ekal mašārti) nutzte. Die Anlage wurde gegen Ende des 7. Jh. v. Chr. zweimal zerstört, was mit den medisch-babylonischen Feldzügen gegen Assyrien in den Jahren 614 und 612 v. Chr. in Verbindung gebracht wird.

### Die Unterstadt
In der Unterstadt wurden einige private Häuser gefunden aber auch ein Palast Adad-Niraris III. und ein Palast von Assurbanipal.

#### Der Palast von Adad-Nirari III
In der nordwestlichen Unterstadt ließ Adad-Nirari III. einen weiteren Palast errichten dessen Nordwestecke ausgegraben wurde.

#### Der Palast an der Stadtmauer
Assurbanipal ließ ebenfalls in der Unterstadt einen Palast errichten, der 400 m östlich der Stadtmauer der Zitadelle lag.